# تشارلز غودفري غانثر
تشارلز غودفري غانثر (بالإنجليزية: Charles Godfrey Gunther)‏ هو سياسي أمريكي، ولد في 7 فبراير 1822 في نيويورك في الولايات المتحدة، وتوفي في 22 يناير 1885. حزبياً، نشط في الحزب الديمقراطي. وقد انتخب عمدة مدينة نيويورك (1864 – 1866).